# La Vie normale
 (décembre 2013).
Si vous disposez d'ouvrages ou d'articles de référence ou si vous connaissez des sites web de qualité traitant du thème abordé ici, merci de compléter l'article en donnant les références utiles à sa vérifiabilité et en les liant à la section « Notes et références ».
La Vie normale est un spectacle de Gad Elmaleh joué pour la première fois en 2000. Il y dépeint les caractères de plusieurs personnages et joue également son propre rôle.

## Fiche technique
- Mise en scène : Isabelle Nanty
- Lumières : Laurent Béal
- Musique : DJ Abdel, Hervé Rakotofiringa
- Auteur : Gad Elmaleh
- Production : Jimmy Lévy, Show Devant Productions
- Enregistré : les 2 et 3 juin 2000 au théâtre Déjazet, théâtre dirigé par Jean Bouquin

## La première partie
Gad Elmaleh joue son propre rôle et fait la première partie musicale de son spectacle. Il joue « Petit oiseau » au chant et à la guitare pour la première fois (il le rejouera dans tous ses spectacles suivants) ainsi qu’une chanson dont il n’a pas encore écrit les paroles et qu’il chante, par conséquent, en anglais.

## Le grand-père et les portables
Le personnage est un grand-père marocain devenu accro du portable que ses enfants lui ont offert à la fête des pères. Il passe son temps à se plaindre des conversations peu concluantes avec ses enfants à cause des nombreux « tunnels » de Paris. Il apprécie néanmoins la boîte vocale mais se demande avec perplexité comment la dame de la boîte vocale peut arriver à bien gérer son travail.

## Le nouveau fumeur
Le personnage est un fumeur fier d’avoir commencé à fumer (parodie des publicités pour arrêter le tabac : « Un seul secret pour commencer, la volonté ! »). Il s’estime très heureux d’avoir commencé la cigarette, de posséder un briquet et a même honte du temps où il ne fumait pas. Il trouve que grâce au tabac, avoir aussi le choix de "ne pas fumer" et de "tousser" quand il parle le rendent plus agréable et mieux intégré dans la société.

## L’éboueur et son fils
Gad Elmaleh joue un éboueur qui parle surtout de son fils, Sébastien, un adolescent impossible à supporter, qui passe son temps dans sa chambre quand il est à la maison.

## Coco
Coco (qui est ensuite repris pour le film Coco), père de Wesley Kevin Smith et de Beverly, étale sans modestie sa passion d’« éclater » tout le monde. Il raconte sa plus grande réussite : la Bar-Mitsva de son fils qu’il a organisé au Stade de France, de la jet set présente et du grand rabin (grand de taille), qui y a officié, venu spécialement pour l'évènement en Concorde réservé.

## L’homme overbooké
Le personnage est un Français qui se prétend surmené mais qui en fait prend beaucoup de temps pour des choses sans importance.

## Création d’un sketch
Gad Elmaleh joue son propre rôle : il lui manque dix minutes dans le spectacle et propose de créer un sketch inédit avec l’aide du public. L’idée de base est « un homme qui marche dans la rue quand soudain...». 

## Le retour d’Abderhazak El Merhaoui
Abderhazak El Merhaoui, issu du précédent spectacle Décalages au Palais des Glaces est devenu agent immobilier mais qui ne connaît rien à la vente et à l’appartement qu’il doit vendre. 

## La techno
Gad Elmaleh se pose des questions sur la techno : que veut dire cette musique ? Des gens vont-ils dans des studios pour enregistrer des morceaux ?

## Sketch inédit
Gad Elmaleh joue le sketch créé précédemment avec le public. Mais ce n'est pas le blond.

## Chouchou
Gad Elmaleh joue pour la première fois Chouchou, le personnage du film du même nom sorti en 2003. Le sketch comporte de nombreux éléments qu’on retrouvera dans le film, tels que le bar Apocalypse, la fameuse phrase « J’adore les… » et le français très approximatif de Chouchou. La seule différence avec le film est que le personnage du sketch se prostitue.